# Мустафа Мансур
Мустафа Камел Мансур (Каиро, 2. август 1914 — Каиро, 24. јул 2002) био је египатски фудбалер који је играо као голман за Египат на Светском првенству у фудбалу 1934. Такође је познат по томе што је био један од првих небританских или ирских играча који су играли у шкотској лиги.

## Играчка каријера
Рођен у Каиру, Мансур је играо за клуб Ал Ахли из Каира у својој родној земљи, где је својим наступима допринео избору за Светско првенство у Италији 1934. Играо је у јединој утакмици Египта на турниру, поразу од Мађарске резултатом 4-2 у првом колу у Напуљу.
Мансур је такође играо за Египат на Летњим олимпијским играма 1936. у Берлину.
Тренер Египта на Светском првенству био је Шкот, Џејмс Мекреј, и он је можда утицао на Мансурову одлуку да се пресели у Шкотску 1936. како би похађао Џорданхил колеџ заједно са Мохамедом Латифом. Док је студирао у Глазгову, Мансур је наступао за чувени аматерски тим Квинс Парк, поставши њихов редовни голман након пензионисања Дезмонда Вајта (будућег председника Селтика) током сезоне 1938–39.

## Тренерска каријера и каснији живот
Касних тридесетих, "Туфи" Мансоур, како су га звали, био је популаран одрасли вођа у 72. извиђачкој трупи Глазгова.
Мансур се вратио у Египат када је избио Други светски рат, где ће касније водити бивши клуб Ал Ахли, као и постати министар у влади.
Умро је у јулу 2002. године, месец дана пре његовог 88. рођендана. Само неколико недеља пре смрти, дао је интервју за Би-Би-Си Спорт током њихове посети Каиру уочи Светског првенства које се тог лета одржавало у Јапану и Јужној Кореји.